# Kadujakkasandra, Kanakapura
Kadujakkasandra là một làng thuộc tehsil Kanakapura, huyện Ramanagara, bang Karnataka, Ấn Độ.